# No permanencia
En el ámbito del budismo, especialmente en el budismo zen, no-permanencia (Apratisthita en Sánscrito) hace referencia a la práctica de evadir construcciones mentales durante la vida diaria. Esto es, cualquier otro momento en el que no se practica la meditación (zazen). 
Algunas escuelas budistas consideran el Apratisthita Nirvana («cesación de no-permanencia») a las más altas esferas de la budeidad.
El Sutra del Diamante, texto clásico Budista, narra la idea de la no-permanencia. El concepto parece tener origen en el siglo I en el filósofo budista indio Nāgārjuna, cuya versión de Śūnyatā o vacío implica que las entidades ni existen ni no existen.
- Datos: Q7048826